# Tourmente (Dordogne)
Die Tourmente ist ein Fluss in Frankreich, der in den Regionen Nouvelle-Aquitaine und Okzitanien verläuft. Sie entspringt beim Weiler Lagardelle, im nördlichen Gemeindegebiet von Turenne, entwässert generell in südöstlicher Richtung und mündet nach rund 26 Kilometern an der Gemeindegrenze von Martel und Floirac als rechter Nebenfluss in die Dordogne. In ihrem untersten Abschnitt teilt sich die Tourmente in zwei Äste auf, die etwa einen Kilometer voneinander entfernt münden. Das Flusstal wird zum Großteil von der Bahnlinie Brive-la-Gaillarde nach Figeac genutzt. Auf ihrem Weg durchquert die Tourmente die Départements Corrèze und Lot.

## Orte am Fluss
- Jugeals-Nazareth
- Turenne
- Les Quatre-Routes-du-Lot
- Condat
- Saint-Denis-lès-Martel